# Nicolas Chamfort
Sébastien-Roch Nicolas Chamfort (Clarmont d'Alvèrnia, 6 d'abril de 1741 - París, 13 d'abril de 1794) fou un moralista francès, lúcid i escèptic, va signar els seus escrits amb el pseudònim de Nicolas de Chamfort. Va ser elegit membre de l'Acadèmia Francesa l'any 1782, i va ocupar-hi la butaca núm. 6.
De pare desconegut, realitzà els seus estudis, com a becari, en el col·legi dels Grassins, a París, obtenint els primers premis de la Universitat. Demostrà ser un alumne excel·lent, però fantasiador, fins al punt de protagonitzar una fuga durant la qual va pensar embarcar-se cap a Amèrica. Finalment en fou perdonat i pogué acabar els seus estudis.

## Durant l'antic règim
Per a donar-se a conéixer com a escriptor va adoptar el nom de Chamfort, substituint-lo pel simple nom de Nicolas que havia portat fins llavors. Aviat va fer-se conegut arran de guanyar uns premis de poesia atorgats per l'Acadèmia Francesa. Va estrenar en la Comédie Française algunes obres que van tenir èxit i va decidir experimentar en diversos camps literaris. El príncep de Condé, atret per la seua reputació, el va nomenar el seu secretari perquè redactara els seus discursos i ordes.
L'any 1789 va ser lector de Mme Elisabeth, germana del rei. Abans de la Revolució Francesa va ser un dels escriptors més estimats en els salons parisencs, brillant i espiritual, va escriure diverses peces de teatre.
La seua carrera com a literat el va conduir a l'Acadèmia, però prompte va contraure una malaltia venèria de què no es va curar mai i el va conduir a un estat malaltís la resta de la seua vida. Va ingressar en l'Acadèmia Francesa en 1781.

## Durant la Revolució
Va celebrar l'adveniment de la Revolució Francesa condemnant-ne els excessos, posant com a exemple la fraternitat d'Étéocle i de Polynice. De 1790 a 1791, va ser secretari del club dels Jacobins. Amic d'Honoré Gabriel Riqueti, orador del poble, li va escriure els seus discursos i els seus informes; va col·laborar en la redacció de diversos periòdics, en particular del Mercure. L'any 1792, Jean-Marie Rolland, el va nomenar director de la Biblioteca Nacional. El Comité de Seguretat General el va denunciar per la seua oposició al Terror (havia criticat els errors i la violència del partit revolucionari), empresonat, va provar de suïcidar-se, però es va salvar gràcies a una intervenció quirúrgica.
Es va recuperar prompte, però al cap d'algunes setmanes va morir a causa de les ferides que ell mateix s'havia produït.
L'obra de Sébastien Roch Nicolas Chamfort més cèlebre i l'única llegida en els nostres dies, va ser publicada l'any 1795 pel seu amic Pierre Louis Guinguené: 
Maximes, caractères et anecdotes, extret de les notes manuscrites que Chamfort havia deixat en Maximes et Pensées i en Caractères et Anecdotes. L'amargor d'aquests escrits ja anuncia Ambrose Bierce o George Bernard Shaw. Sébastien Roch Nicolas Chamfort volia publicar-los amb el títol de Produits de la civilisation perfectionnée (Productes de la civilització perfeccionada).

## Publicacions
Els seus escrits més apreciats, segons Marie-Nicolas Bouillet, són:
- Éloge de Moliére, couronné (1769)
- Éloge de La Fontaine (1774)
- La jeune Indienne
- Le Marchand de Smythe, comèdies
- Mustapha et Zéangir, tragèdia

En català s'ha publicat:
- Màximes i pensaments. Diàlegs filosòfics, trad. Guillem Calaforra, In Púribus Llibres (2015).

Moltes de les seues obres estan perdudes, entre les quals un Commentaire sur La Fontaine (de la qual no ha aparegut més que una part en els Trois Fabulistes (1796). Les seues obres van ser aplegades per Pierre Louis Guinguené (1795, 4 vol. Im-8) M. Auguis (1824, 5 Vo. In-8). Chamfort va sobreeixir sobretot pel seu esperit; s'han recollit les seues bones maneres en Chamfortiana, 1800.